# Darko Dervišević
Darko Dervišević (Zagreb, 11. siječnja 1965.), profesionalni je tamburaš, skladatelj i glazbeni producent.

## Životopis
Djetinjstvo, a onda i cijeli život, provodi u Markuševcu, najvećem tamburaškom bazenu u središnjoj Hrvatskoj, pa nije čudo da je tamburaška glazba postala njegov život.
Tamburaškom glazbom profesionalno se bavi od 1984. godine kao član tamburaškog sastava Ex Panonia. U svom je radnom vijeku dosad surađivao sa svim najpoznatijim imenima hrvatske tamburaške scene. Najčešće kao izvođač, ponekad kao autor, glazbeni producent, aranžer ili sve to zajedno. Kao član pratećeg orkestra surađivao je s Krunoslavom Kićom Slabincem, Vicom Vukovom, Zvonkom Bogdanom, Miroslavom Škorom..., a na autorskim albumima s Ex Panonijom, Verom Svobodom, Tanjom Mršić, Šarmerima, Beginima, Tamburgerima...
Iza sebe ima snimljeno 35 albuma i u bazi ZAMP-a prijavljeno više od 130 autorskih djela. Kao autor ili izvođač često se pojavljuje na svim tamburaškim festivalima u Hrvatskoj. Istovremeno je predsjednik udruge Zagrebački tamburaši i šef istoimenog orkestra s kojim često nastupa. S raznim solistima gostovao je deset puta na turnejama po Kanadi i Americi. Danas radi kao glazbeni urednik u izdavačkoj kući Croatia Records i brine o izdanjima narodne i zabavne glazbe.

## Obrazovanje
Darko Dervišević je diplomirao komunikacijski menadžment s temom "Tamburaška glazba i klapsko pjevanje". 

## Nagrade i priznanja
U studenom 2021. godine u Puli mu je dodijeljena strukovna nagrada Status (Hrvatska glazbena unija) za vrhunsko umijeće i vještinu sviranja, a nagrada Status u kategoriji tambure dodijeljena mu je i 2023. godine u Šibeniku. Iste godine dobitnik je nagrade Porin kao voditelj i član Zagrebačkih tamburaša, te producent albuma "Zagrabi Mando, zagrabi" objavljenog 2022. godine za Croatia Records.

## Diskografija
Darko Dervišević snimio je 35 albuma i u bazi ZAMP-a ima više od 130 prijavljenih autorskih djela.

### Solo
- Kome ćemo noćas svirati (kompilacija) (Campus, 2017.)

### Ex Panonia
- Svirajte mi, tamburaši (Jugoton, 1984.)
- Dome moj (Đuka Čaić i Ex Panonia) (Jugoton, 1985.)
- Čuvajmo ljubav (Slavko i Ex Panonia) (Jugoton, 1986.)
- Valceri i polke - Za veselice (Ex Panonia i Tajna) (Jugoton, 1987.)
- Razigrani doro - (S)Ex Panonia (Jugoton, 1988.)
- Vezak vezla Hrvatica mlada (Vera Svoboda i Ex Panonia) (Jugoton, 1989.)
- Sve do jutra (Jugoton, 1991.)
- Tamburaši svirajte (Tanja Mršić i Ex Panonia) (Croatia Records, 1992.)

### Zagrebački tamburaši
- Uživo iz Lisinskog (HRT Orfej, 2009.)
- Zagrabi Mando, zagrabi (Croatia Records, 2022.)

### Ostalo
- Slavko Pavlović - Mi nedamo braćo, naše Hrvatske (1991.)
- Tamburaški band aid - Ponosna Hrvatska (Croatia Records, 1991.)
- Adam Đigunović - Slavonijo ti ne plači (Croatia Records, 1993.)
- Tanja Mršić - Dobro jutro tamburaši (Euroton Records, 1993.)
- Gazde - Zbog tebe sam to što jesam (Croatia Records, 1994.)
- Razni izvođači - Oluja: Kava u Kninu (Croatia Records, 1995.)
- Tajna - Draga moja Podravina (Croatia Records, 1995.)
- Zlatne strune - Ne tuguj (Euroton Records, 1995.)
- Šarmeri - Dolina sreće (Orfej, 1996.)
- Ravnica, Marta Nikolin & Željko Barba - Po ravnici (1996.)
- Prima band - Stani noći (DAMMIC, 1998.)
- Šarmeri - Stani na led (HRT Orfej, 1998.)
- Kućni ljubimci show band - Hrvatski mega-mix (Alka Records, 1999.)
- Vera Svoboda - Ljubi me, grli me... (HRT Orfej, 1994.)
- Jerry Grcevich - Mila moja (2008.)
- Sonya i Jerry - Kao nekad (2011.)
- Zvonko Bogdan - Bez tambure nema pjesme (Croatia Records, 2023.)

- Prijatelji zajednice - Za srce i dušu

- Tanja Mršić - Tanja Mršić (CFU)
- Tanja Mršić - Sve najbolje (CFU)
- Desinečki tamburaši - Nek se zna (Euroton Records)
- Prigorski dečki - Postao sam tamburaš